# Pureness (上戸彩の曲)
「Pureness」（ピュアネス）は、2002年8月28日にリリースされた上戸彩のソロデビューシングル。

## 解説
- 初回特典としてPVやメイキング・シーン、メッセージを収録したDVD付き。
- 表題曲「Pureness」は、10ヶ月以上の制作期間で、600曲以上の候補曲から選ばれた。
- 2002年8月31日のオリコンデイリーチャートでは自身初の首位を獲得した。
- オリコン週間シングルチャートでは初登場4位を記録。ノンタイアップの新人女性歌手デビュー曲が同チャートでトップ5入りするのは深田恭子以来3年3カ月ぶりであった[1]。

## 収録曲
1. Pureness
作詞・作曲・編曲：T2ya
2. Breath of My Heart
作詞：久保田洋二、作曲：渡辺未来、編曲:CHOKKAKU
3. PUZZLE
作詞：小林夏海、作曲・編曲：村山晋一郎、コーラスアレンジ：佐々木久美
東京都ブロック血液センター「献血俳句コンテスト」ラジオCMソング
4. Pureness -instrumental-

## 収録アルバム
- AYAUETO (#1,3)
- BEST OF UETOAYA -Single Collection- (#1)